# Merkleinsmühle
Merkleinsmühle (früher auch Stoffelsmühl genannt) ist ein Wohnplatz des Marktes Ippesheim im mittelfränkischen Landkreis Neustadt an der Aisch-Bad Windsheim. Sie liegt in der Gemarkung Ippesheim.

## Geografische Lage
Die Einöde liegt an der Iff, einem linken Zufluss des Breitbachs, und bildet mit Ippesheim im Norden eine geschlossene Siedlung. Ein Anliegerweg führt 100 Meter nördlich zur „Hauptstraße“ (=Staatsstraße 2419).

## Geschichte
Mit dem Gemeindeedikt (frühes 19. Jahrhundert) wurde Merkleinsmühle dem Steuerdistrikt Ippesheim und der Ruralgemeinde Ippesheim zugewiesen. Spätestens 1837 wurde Merkleinsmühle an die neu gebildete Gemeinde Frankenberg überwiesen. Diese wurde bereits vor 1846 wieder aufgelöst, und in der Folge kam Merkleinsmühle wieder zu Ippesheim.

### Einwohnerentwicklung
| Jahr      | 001818 | 001837 | 001840 | 001861 | 001871 | 001885 |
| Einwohner | 4      | 7      | 11     | 9      | 6      | 8      |
| Häuser    | 1      | 1      | 1      |        |        | 1      |
| Quelle    | [ 1 ]  | [ 5 ]  | [ 6 ]  | [ 8 ]  | [ 9 ]  | [ 10 ] |

## Religion
Merkleinsmühle ist evangelisch-lutherisch geprägt und nach Heiligkreuz (Ippesheim) gepfarrt.